# Коливо

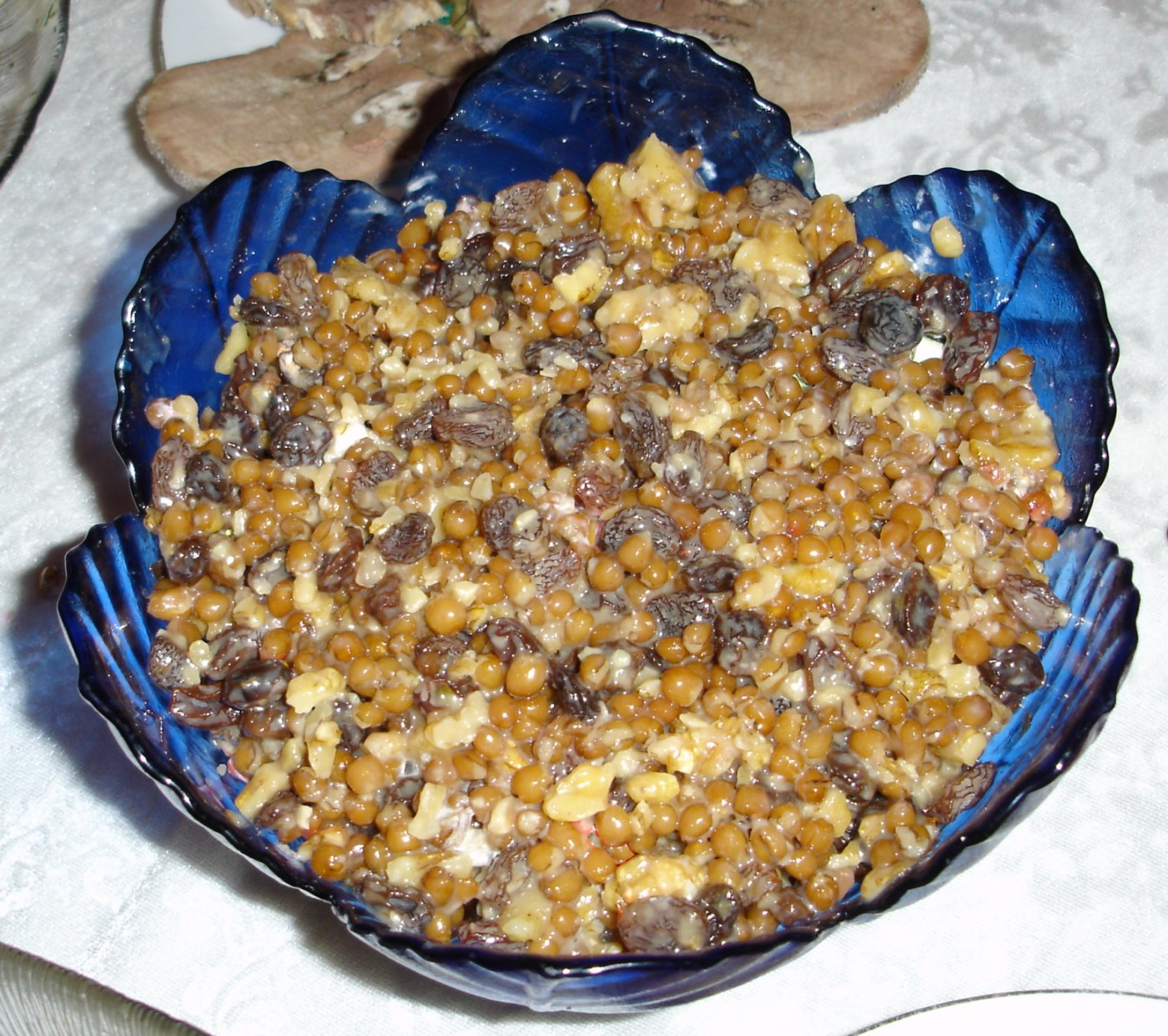
Пшеничне коливо

Ко́ливо (від дав.-гр. κόλλυβον — «варена пшениця») — у слов'ян, зокрема українців, ритуальна страва, поминальна кутя зі злаків з солодкою підливою (ситою), що подається першою на поминальному обіді. Різні види колива об'єднує традиція споживання, коливо — спільна страва, яку учасники поминального обіду їдять по черзі.

## Назва
Назва пов'язана з античним звичаєм поминального підношення із зерна та фруктів, яке у давньогрецькій мові звалось κόλλυβα, «коллуба» (у візантійській вимові — «колліва»), що значить «варена пшениця». Також місцями ця страва відома під назвами сита, [поминальна] кутя, канун, кануна.

## Рецепт

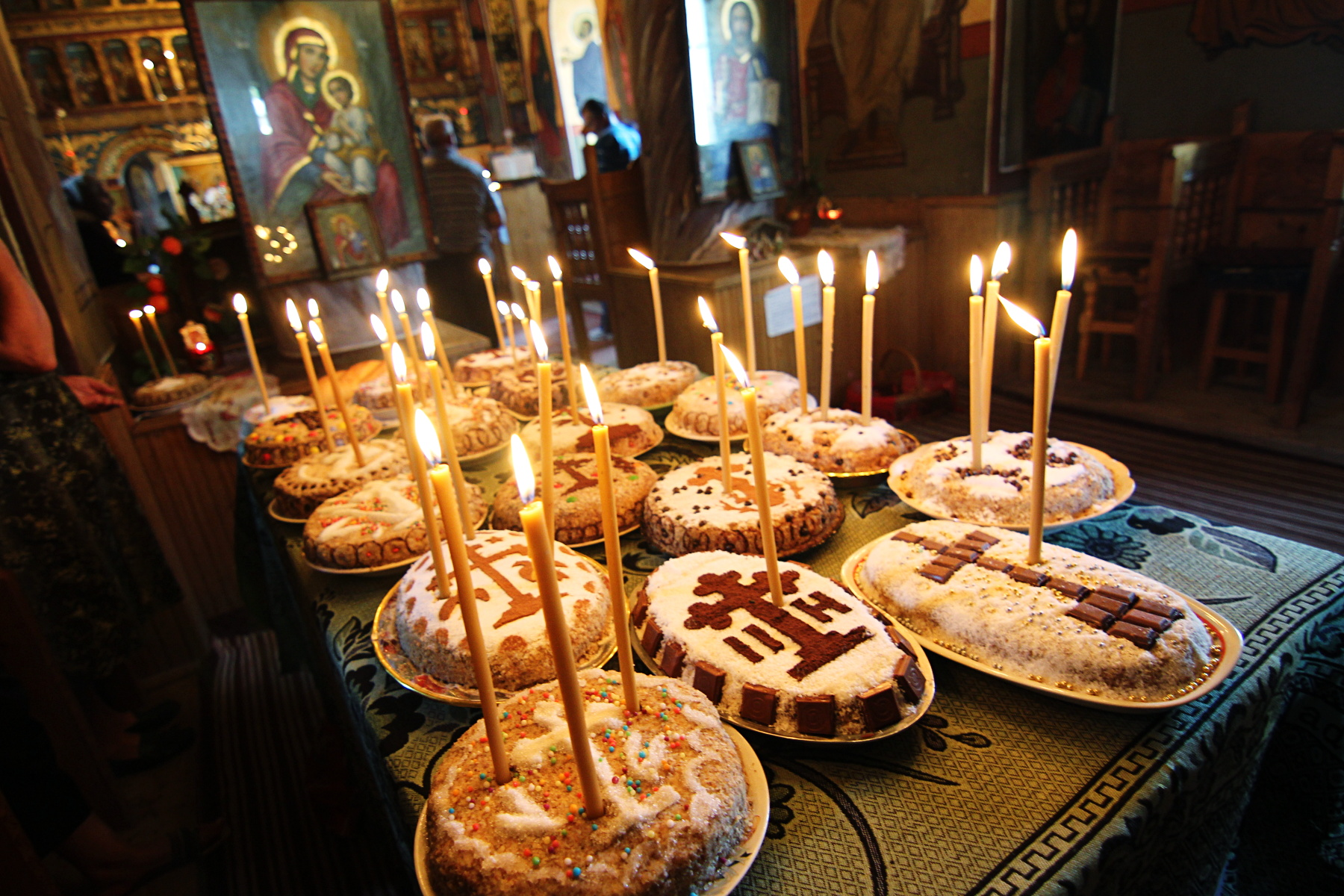
Румунський варіант колива, освячуваного в церкві

Приготування традиційного колива майже збігається з рецептом куті, однак коливо менш солодке. Коливо традиційно готується з вареного (пропареного) зерна пшениці. В сучасних рецептах його замінює рис із родзинками. Іноді до каші додають круглі маленькі цукерки. Заливається коливо ситою — водою, підсолодженою медом чи цукром. В минулому до страви могли додаватися горіхи, сушені сливи, маслини, сушене їстівне коріння. На півночі України та подекуди на Полтавщині замість злаків використовувались покришені та залиті ситою білий хліб, булки, бублики, печиво.

## Традиція

### Походження
Перші згадки про коливо на Русі датуються XII століттям. Традиція вживати коливо була принесена на Русь Православною церквою після запровадження християнства, сам термін є грецького походження. Вживання колива пов'язане з переказом про переслідуванням християн Юліаном II Відступником. Той вирішив підступним чином осквернити християнський Великий Піст, давши наказ градоначальнику таємно покропити всі харчі на ринках ідоложертовною кров'ю. Проте місцевому архієпископу Євдоксію явився святий мученик Теодор Тирон, замучений язичниками за віру християнську півстоліття перед цим, і доручив йому попередити християн не купувати харчів на ринках. Замість них Теодор Тирон порадив приготувати варену пшеницю (колліву) з медом із домашніх запасів. З того часу коливо є ритуальною стравою в православних християн в першу п'ятницю Великого Посту, і в поминальні дні.
Також існує версія, що традиція готувати коливо збіглася з місцевою традицією язичницьких часів, коли така страва була жертовною, «їжею померлих предків», отож є проявом залишків культу предків на українських землях. Етнограф Дмитро Зеленін писав, що за віруваннями східних слов'ян «небіжчик має всі ті ж потреби, що й жива людина, особливо — потребу в їжі». Використання зерна злаків у коливі обумовлене його символікою — зерно символізує продовження роду. Меду ж приписувалася здатність очищати від гріхів.

### Вживання
Коливом починається і закінчується поминальний обід одразу після похорону, а також на дев'ятий, сороковий день після нього, і на роковини. Також коливо подавалося на Різдво, в поминальний тиждень після Великодня, в поминальні суботи. Його традиційно тричі накладають кожному учаснику обіду, після чого ставлять на підвіконня чи стіл. Їсти коливо належало всім присутнім однією ложкою, але цей звичай відходить у минуле. Згідно з язичницькими пережитками, нероздане коливо призначене в їжу померлим, що відвідують живих під час трапези.